# Ivo Van Damme
Ivo Van Damme (Dendermonde, 21 febbraio 1954 – Orange, 29 dicembre 1976) è stato un mezzofondista belga, medaglia d'argento ai Giochi olimpici di Montréal 1976 negli 800 e nei 1500 metri piani.

## Biografia
Ivo Van Damme iniziò la sua carriera sportiva come calciatore, ma all'età di 16 anni passò all'atletica leggera. Il suo esordio ufficiale avvenne nel 1973, quando si classificò quarto negli 800 m ai Campionati europei juniores. Sulla stessa distanza, l'anno successivo batté il record nazionale belga.
Nel 1976 conquistò il titolo europeo indoor sugli 800 m, e si presentò tra i favoriti per i Giochi olimpici di Montréal 1976, dove si classificò al secondo posto dietro al cubano Alberto Juantorena. Anche nella gara dei 1500 m arrivò alla medaglia d'argento, questa volta preceduto dal neozelandese John Walker.
Alla fine dello stesso anno, il 29 dicembre, morì in un incidente d'auto nei pressi di Marsiglia; si sarebbe dovuto sposare nel 1977. Da quell'anno il meeting internazionale di atletica di Bruxelles è stato intitolato a suo nome, Memorial Van Damme.

## Palmarès
| Anno | Manifestazione   | Sede     | Evento        | Risultato | Prestazione | Note |
| ---- | ---------------- | -------- | ------------- | --------- | ----------- | ---- |
| 1973 | Europei juniores | Duisburg | 800 m piani   | 4º        | 1'48"16     |      |
| 1975 | Europei indoor   | Katowice | 800 m piani   | Argento   | 1'50"1      |      |
| 1976 | Europei indoor   | Monaco   | 800 m piani   | Oro       | 1'49"2      |      |
| 1976 | Giochi olimpici  | Montréal | 800 m piani   | Argento   | 1'43"86     |      |
| 1976 | Giochi olimpici  | Montréal | 1 500 m piani | Argento   | 3'39"27     |      |